# 응우옌응옥로안
응우옌응옥로안(베트남어: Nguyễn Ngọc Loan, 1930년 12월 11일 ~ 1998년 7월 14일)은 베트남 공화국 국가경찰 총감독이었다. 1968년 2월 1일 구정 공세 와중에 베트콩 용의자인 응우옌반램으로 여겨지는 인물을 즉결처형한 사진 〈사이공식 처형〉이 AP 통신 사진기자 에디 애덤스에게 촬영되었는데, 이 사진이 〈소녀의 절규〉와 함께 베트남 전쟁을 상징하는 대표적인 보도사진이 됨으로써 의도치 않게 세계적으로 유명해졌다. 베트남 공화국이 패망한 이후에는 미국으로 망명해 버지니아주에서 살다가 죽었다.

## 같이 보기
- 사이공식 처형